# SoftBank 940P
SoftBank 940P（ソフトバンク きゅう よん ゼロ ピー）は、パナソニック モバイルコミュニケーションズによって開発された、ソフトバンクモバイルの第三世代携帯電話 （SoftBank 3G）端末である。

## 特徴
ソフトバンクモバイル向けでは、5代目となるVIERAケータイ。NTTドコモ向けのP-02Bと兄弟機種であるため、ほぼ同じような機能を持つ。ソフトバンクモバイル向けのスライドでは810P以来の2機種目だが、スイングスライド型、スピードセレクター搭載型の端末は初である。
811万画素のモバイルカメラを搭載し、タッチフォーカス機能としてタッチパネルが搭載されている。

## 不具合
2010年1月28日に以下の不具合を修正するソフトウェアの更新がなされた。
- Y!ケータイで、ブックマークされたサイトを選択すると、登録済みの他のブックマークされているサイトへ接続される場合がある。

2010年4月26日に以下の不具合を修正するソフトウェアの更新がなされた。
- 海外（GSMエリア）でエリア内にもかかわらず圏外状態のままとなる場合がある。

2012年3月22日に以下の不具合を修正するソフトウェアの更新がなされた。
- Y!ケータイで、ブックマークされたサイトを選択すると、登録済みの他のブックマークされているサイトへ 接続される場合がある。

2012年3月27日に以下の不具合を修正するソフトウェアの更新がなされた。
- ネットワークの状況などにより、コンテンツのダウンロードに失敗してしまう場合がある。